# MTVムービー・アワード2010
MTVムービー・アワード2010は、2010年6月6日に発表された。司会はアジズ・アンサリが務める。候補投票は2010年3月29日に始まり、4月9日に終了。5月12日にノミネートが発表され最終投票が始まった。

## パフォーマー
- クリスティーナ・アギレラ — "Not Myself Tonight"
- ケイティ・ペリー — "カリフォルニア・ガールズ"

## プレゼンター
- ブラッドリー・クーパー
- キャメロン・ディアス
- Fabio Toledo
- ショーン・コムズ
- ジェシカ・ビール
- ジョナ・ヒル
- クリステン・スチュワート
- ミランダ・コスグローヴ
- ロバート・パティンソン
- ラッセル・ブランド
- ショーン・ホワイト
- スティーヴ・カレル
- テイラー・ロートナー
- トム・クルーズ
- ヴァネッサ・ハジェンズ
- ザック・エフロン

## ノミネート

### 作品賞
- 『ニュームーン/トワイライト・サーガ』
  - 『アリス・イン・ワンダーランド』
  - 『アバター』
  - 『ハングオーバー! 消えた花ムコと史上最悪の二日酔い』
  - 『ハリー・ポッターと謎のプリンス』

### 男優賞
- ロバート・パティンソン - 『ニュームーン/トワイライト・サーガ』
  - ザック・エフロン - 『セブンティーン・アゲイン』
  - テイラー・ロートナー - 『ニュームーン/トワイライト・サーガ』
  - ダニエル・ラドクリフ - 『ハリー・ポッターと謎のプリンス』
  - チャニング・テイタム - 『親愛なるきみへ』

### 女優賞
- クリステン・スチュワート - 『ニュームーン/トワイライト・サーガ』
  - サンドラ・ブロック - 『しあわせの隠れ場所』
  - ゾーイ・サルダナ - 『アバター』
  - アマンダ・サイフリッド - 『親愛なるきみへ』
  - エマ・ワトソン - 『ハリー・ポッターと謎のプリンス』

### ブレイクアウト・スター賞
- アナ・ケンドリック - 『マイレージ、マイライフ』
  - クリス・パイン - 『スター・トレック』
  - ガボレイ・シディベ - 『プレシャス』
  - ローガン・ラーマン - 『パーシー・ジャクソンとオリンポスの神々』
  - クィントン・アーロン - 『しあわせの隠れ場所』
  - ザック・ガリフィアナキス - 『ハングオーバー! 消えた花ムコと史上最悪の二日酔い』

### 悪役賞
- トム・フェルトン - 『ハリー・ポッターと謎のプリンス』
  - クリストフ・ヴァルツ - 『イングロリアス・バスターズ』
  - ヘレナ・ボナム＝カーター - 『アリス・イン・ワンダーランド』
  - ケン・チョン - 『ハングオーバー! 消えた花ムコと史上最悪の二日酔い』
  - スティーヴン・ラング - 『アバター』

### コメディ演技賞
- ザック・ガリフィアナキス - 『ハングオーバー! 消えた花ムコと史上最悪の二日酔い』
  - ベン・スティラー - 『ナイト ミュージアム2』
  - ブラッドリー・クーパー - 『ハングオーバー! 消えた花ムコと史上最悪の二日酔い』
  - ライアン・レイノルズ - 『あなたは私の婿になる』
  - サンドラ・ブロック - 『あなたは私の婿になる』

### キス・シーン賞
- クリステン・スチュワート & ロバート・パティンソン - 『ニュームーン/トワイライト・サーガ』
  - クリステン・スチュワート & ダコタ・ファニング - 『ランナウェイズ』
  - サンドラ・ブロック & ライアン・レイノルズ - 『あなたは私の婿になる』
  - テイラー・スウィフト & テイラー・ロートナー - 『バレンタインデー』
  - ゾーイ・サルダナ & サム・ワーシントン - 『アバター』

### 格闘シーン賞
- ビヨンセ vs. アリ・ラーター - 『オブセッション 歪んだ愛の果て』
  - ヒュー・ジャックマン & リーヴ・シュレイバー  vs. ライアン・レイノルズ - 『ウルヴァリン:X-MEN ZERO』
  - ローガン・ラーマン vs. ジェイク・アベル - 『パーシー・ジャクソンとオリンポスの神々』
  - ロバート・ダウニー・Jr vs. マーク・ストロング - 『シャーロック・ホームズ』
  - サム・ワーシントン vs. スティーヴン・ラング - 『アバター』

### ドンデモ・シーン賞
- Naked Trunk Surprise – ケン・チョン - 『ハングオーバー! 消えた花ムコと史上最悪の二日酔い』
  - Cops a Feel – ベティ・ホワイト - 『あなたは私の婿になる』
  - Bill Murray?! A Zombie?! – ビル・マーレイ - 『ゾンビランド』
  - Unexpected Transformation – イザベル・ルーカス - 『トランスフォーマー: リベンジ』

Vomits a Mysterious Black Ooze – ミーガン・フォックス - 『ジェニファーズ・ボディ』

### 恐怖演技賞
- アマンダ・セイフライド - 『ジェニファーズ・ボディ』
  - アリソン・ローマン - 『スペル』
  - ジェシー・アイゼンバーグ - 『ゾンビランド』
  - ケイティー・フェザーストン - 『パラノーマル・アクティビティ』
  - シャールト・コプリー - 『第9地区』

### 極悪スター賞
- Rain（ピ）
  - アンジェリーナ・ジョリー
  - チャニング・テイタム
  - クリス・パイン
  - サム・ワーシントン

### グローバル・スーパースター賞
- ロバート・パティンソン
  - テイラー・ロートナー
  - ジョニー・デップ
  - ダニエル・ラドクリフ
  - クリステン・スチュワート

### ジェネレーション賞
- サンドラ・ブロック